# Mihail Mihajlavics Marhel
Mihail Mihajlavics Makhel (belarusz nyelven Міхаіл Міхайлавіч Мархель, 1966. március 10. –) fehérorosz válogatott labdarúgó, a fehérorosz labdarúgó-válogatott korábbi szövetségi kapitánya.
2021 áprilisában a Belgium elleni 8-0-ás vereséget követően lemondott a fehérorosz válogatott szövetségi kapitányi posztjáról.

## Mérkőzései a fehérorosz válogatottban
| #  | Dátum               | Ellenfél  | Eredmény | Kiírás       | Esemény |
| -- | ------------------- | --------- | -------- | ------------ | ------- |
| 1. | 1994. szeptember 7. | Norvégia  | 0 – 1    | Eb-selejtező |         |
| 2. | 1994. október 12.   | Luxemburg | 2 – 0    | Eb-selejtező | 65'     |
| 3. | 1994. november 16.  | Norvégia  | 0 – 4    | Eb-selejtező | 46'     |

## Statisztikái edzőként
Legutóbb frissítve: 2020. szeptember 7-én
| Fehéroroszország | fehérorosz     | 2019. június 20. | jelenlegi      | 10 | 4 | 1 | 5 | 40 |
| Teljes karrier   | Teljes karrier | Teljes karrier   | Teljes karrier | 10 | 4 | 1 | 5 | 40 |